# 飯塚浩二
飯塚 浩二（いいづか こうじ、1906年4月3日 - 1970年12月4日）は、日本の地理学者。人文地理学が専門。20世紀の日本を代表する地理学者の一人。

## 経歴
出生から修学期
1906年、東京市本郷区（現：東京都文京区）で動物学者・飯塚啓の息子として生まれた。東京帝国大学経済学部で学び、1930年に卒業。1932年にフランス政府の給費学生の試験に合格し渡仏。留学してソルボンヌ大学地理学教室で学んだ。
人文地理学研究者として
1934年に帰国し、外務省国際文化事業部嘱託として勤務。1941年に立教大学経済学部教授に就いた。1943年、母校の東京帝国大学教授に就任し、同大の附属東洋文化研究所に勤務。東大の学部でも人文地理学の講義を受け持った。
太平洋戦争後
1953年12月、学位論文『人文地理学説史：方法論のための学説史的反省』を京都大学に提出して文学博士の学位を取得。1958年7月、同研究所の第6代所長に就任。1967年に東京大学を定年退官し、名誉教授となった。その後は札幌大学教授を務めた。
1970年12月4日、尿毒症のため東京大学医学部附属病院第一内科にて死去。64歳。

## 受賞・栄典
- 1957年：毎日出版文化賞を受賞[2]。

## 研究内容・業績
東京大学教授をつとめたが、人文地理学の出身なので自然科学系統中心であった東京大学理学部の地理学教室とは一定の距離を置き、地理学のみならず経済学や歴史学、文化学や総合科学の領域で幅広く活躍した。
「人文地理学説史」など方法論に言及した著作で地理学全般に大きな影響を与えた。また、歴史や比較文化、日本人論などでも知られ、その内容は多岐におよび、地理学のみならず社会学や歴史学、経済学方面からも注目を受けていた。また翻訳でも知られ、中でもポール・ヴィダル・ドゥ・ラ・ブラーシュの『人文地理学原理』やリュシアン・フェーヴルの『大地と人類の進化』の訳書は長年再版された。人文地理学に関する著作が多いが、社会学や歴史学、方面の人物にも広く読まれた著作であった。

## 家族・親族
- 父：飯塚啓は動物学者。学習院大学教授[1]。
- いとこ：岩谷時子は作詞家[8]。

## 著作

### 著書
- 『社会地理学の動向』刀江書院 1932
- 『北緯七十九度』三省堂 1938　
  - 改題選書化『北緯79度 北欧・西欧紀行』筑摩叢書 1980
- 『国土と国民』古今書院 1944
- 『世界史における東洋社会』毎日新聞社(毎日選書) 1948
- 『地理学批判：社会科学の一部門としての地理学』帝国書院 1948
- 『比較文化論』白日書院 1948
  - 文庫化 評論社(復初文庫) 1970
- 『人文地理学説史：方法論のための学説史的反省』日本評論社 1949
- 『日本の軍隊』東大協同組合出版部 1950
  - 『日本の軍隊：日本文化研究の手がかり』評論社(復初文庫) 1968
  - 再版 1990年
  - 選書化 岩波書店(同時代ライブラリー) 1991
  - 文庫化 岩波現代文庫 2003
- 『人文地理学』有斐閣 1950
- 『東洋の文化』福村書店(中学生歴史文庫) 1951
- 『日本の精神的風土』岩波新書 1952
- 『アジアのなかの日本』中央公論社 1960
- 『東洋史と西洋史とのあいだ』岩波書店 1963
- 『東洋への視角と西洋への視角』岩波書店 1964
- 『危機の半世紀』文藝春秋新社 1965
- 『地理学と歴史』古今書院 1966
- 『地理学方法論』古今書院 1968
- 『ヨーロッパ・対・非ヨーロッパ』岩波書店 1971
- 『満蒙紀行』筑摩書房 1972

### 著作集
- 『飯塚浩二著作集』(全10巻) 平凡社 1974-1976

1. 『比較文化論、東洋への視角と西洋への視角』 1974
2. 『東洋史と西洋史とのあいだ、世界史における東洋社会』 1975
3. 『ヨーロッパ・対・非ヨーロッパ、北緯79度』 1975
4. 『アジアのなかの日本』 1975
5. 『日本の精神的風土、日本の軍隊』 1976
6. 『人文地理学説史、地理学批判』 1975
7. 『人文地理学、地理学と歴史』 1976
8. 『世界と日本、わが国土』 1975
9. 『危機の半世紀』 1975
10. 『満蒙紀行 ほか』 1976

### 共著・編著
- 『近代日本の特異性』岡義武・木村健康共著、白日書院 1948
  - 再版 白日書院(東洋文化講座) 1948
- 『世界の歴史』(全4巻) 江上波夫共著、毎日新聞社 1949
- 『あれから七年：学徒戦犯の獄中からの手紙』編、光文社 1953
  - 復刻版『巣鴨プリズン三部作』飯田進解説、不二出版 2013

1. 『われ死ぬべしや』
2. 『壁あつき部屋』
3. 『あれから七年』

- 『世界と日本：明日のための人文地理』編著、大修館書店 1955-1957
- 『日本のあらまし』(わが国土 12) 吉川虎雄共著、国民図書刊行会 1956
- 『アジアの人びと』編、牧書店(学校図書館文庫) 1957
- 『社会』編、有斐閣 1960-1961

### 訳書
- 『人文地理学原理』ブラーシュ著、岩波文庫 1940
  - 改版 1970年
- 『大地と人類の進化：歴史への地理学的序論』リュシアン・フェーヴル著、岩波文庫 1941[9]
  - 改版 1971年
- 『生き残る道』ウイリアム・ヴォート（英語版）著、花村芳樹共訳、トッパン 1950
- 『インドの発見』ジャワハルラール・ネルー著、辻直四郎・蝋山芳郎共訳、岩波書店 1956